# Okumiya Kenshi

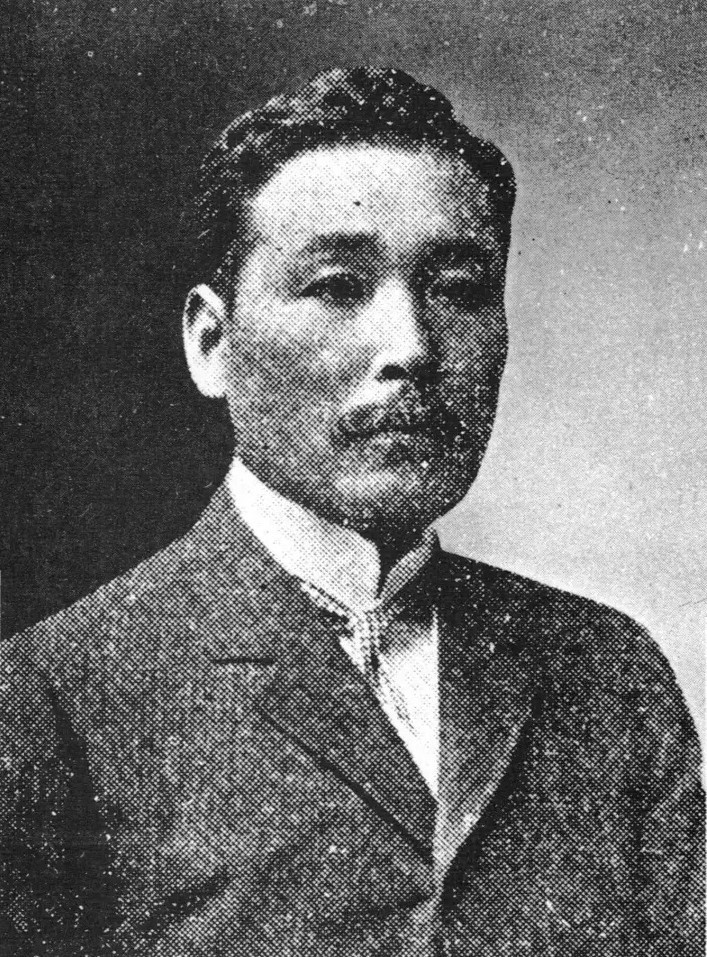
Okumiya Kenshi

Okumiya Kenshi (japanisch 奥宮 健之, Vorname auch Takeyuki gelesen; geboren 27. Dezember 1857 in Nunoshida (Provinz Tosa); gestorben 24. Januar 1911 in Tokio) war ein japanischer Sozialaktivist.

## Leben und Wirken
Okumiya Kenshi wurde als dritter Sohn des Gelehrten Okumiya Masayoshi (奥宮 正由) geboren, der unter dem Landesfürsten Yamauchi Yōdō (山内容堂; 1827–1872) an dessen Schule die „Yangmin-Lehre“ (陽明学) unterrichtete. Sein ältester Bruder Masaharu (奥宮 正治; 1851–1927) wurde später Oberstaatsanwalt des Berufungsgerichts von Miyagi.
Okumiya beschäftigte sich mit Benthams Ideen, wurde ein Aktivist für demokratische Rechte und trat der Liberalen Partei (自由党) bei. Er beteiligte sich an der Gruppe Kokuyūsha (國友社) von Baba Tatsui und anderen und war aktiv in politischen Reden. Insbesondere als Sympathisant mit armen Arbeitern gründete er mit 
Miura Kamekichi (三浦 亀吉) und anderen 1882 eine Vereinigung für Rikscha-Fahrer in Kanda, Tokio und verkündete die „Kuruma kaitō kisoku“ (車会党規則), die „Regeln der Ricksha-Partei“. Im selben Jahr wurde er wegen Behinderung von Amtspflichten zu 4 Monaten und 20 Tagen schwerer Haft und einer Geldstrafe von 7 Yen verurteilt. 1884 wurde er wegen des „Nagoya-Vorfalls“ (直哉事件), bei dem Polizisten verletzt und getötet wurden, zu lebenslanger Haft verurteilt. Nachdem er 1897 unter Sonderbegnadigung aus dem Gefängnis entlassen worden war, organisierte er 1906 die Arbeiterpartei „Rōdō-tō“ (労働党). Schließlich wollte er auszuwandern, konnte aber diesen Plan nicht verwirklichen. Er kam mit Kōtoku Shūsui in Kontakt, wurde 1910 im Rahmen der „Hochverratsaffäre“ verhaften und wurde am 24. Januar 1911 hingerichtet. Bestattet wurde er auf dem Friedhof Somei in Tokio.
Okumiya ist Autor von „Kyōwa seitai-ron“ (共和政体論) – „Überlegungen zu einer republikanische Staatsform“.